# Jan Henne
Jan Margo Henne (* 11. August 1947 in Oakland, Kalifornien) ist eine ehemalige US-amerikanische Schwimmerin.
Bei den Olympischen Spielen 1968 in Mexiko-Stadt wurde sie zweifache Olympiasiegerin. Sie siegte in 1:00,0 min über 100 m Freistil und mit der 4 × 100-m-Freistilstaffel. Über 200 m Lagen gewann sie Bronze und über 200 m Freistil die Silbermedaille.
Als Studentin der Arizona State University gewann Jan Henne neun US-Studentenmeistertitel. Sie stellte in ihrer Karriere acht US-Rekorde auf. 1979 wurde sie in die Ruhmeshalle des internationalen Schwimmsports aufgenommen.